# Luboš Kozel
Luboš Kozel (* 16. března 1971 Vlašim) je český fotbalový trenér, který od července 2024 vede český klub FK Jablonec, a bývalý profesionální fotbalista, který hrával na pozici obránce. Svou hráčskou kariéru ukončil na konci roku 2003 ve Viktorii Plzeň. Mezi lety 1995 a 1998 odehrál také 9 utkání v dresu české reprezentace, v nichž vstřelil 1 branku.

## Klubová kariéra
Kozel pochází z obce Divišov, stejně jako Stanislav Vlček, proto začínal v klubu Jawa Divišov a v roce 1989 odešel do Benešova, kde strávil čtyři roky, po kterých přestoupil do SK Slavia Praha. V roce 1996 se stal se Slavií mistrem ligy, ale do českého reprezentačního týmu pro EURO 1996 se nevešel.
Jeho kariéru brzdila častá zranění (dvakrát přetržený křížový vaz). Ve Slavii hrál až do poloviny sezony 2001/02, kdy odešel do Maďarska. Po roce v Újpest FC se vrátil do české ligy, jeho novým klubem se stal Bohemians Praha 1905. Klokani však v této sezoně sestoupili, Kozel tak v létě přestoupil do Viktorie Plzeň. A znovu se potkával s trenérem Františkem Ciprem. Ten ho po půlroce označí za nepotřebného a Kozel ukončil v prosinci 2003 svou hráčskou kariéru.

## Reprezentační kariéra
V A-mužstvu České republiky debutoval 13. 12. 1995 v přátelském utkání v Kuwait City proti domácí reprezentaci Kuvajtu (výhra 2:1). Celkem odehrál v letech 1995–1998 v českém národním týmu 9 zápasů a vstřelil jeden gól.

### Reprezentační zápasy a góly
Zápasy Luboše Kozla v A-týmu české reprezentace 
| Rok    | Zápasy | Góly |
| ------ | ------ | ---- |
| 1995   | 1      | 0    |
| 1996   | 1      | 0    |
| 1997   | 5      | 1    |
| 1998   | 2      | 0    |
| Celkem | 9      | 1    |

Góly Luboše Kozla v A-týmu české reprezentace 
| Gól | Datum       | Stadion                               | Soupeř          | Skóre (min.) | Výsledek | Soutěž                 |
| --- | ----------- | ------------------------------------- | --------------- | ------------ | -------- | ---------------------- |
| 010 | 20. 8. 1997 | Stadion Na Stínadlech, Teplice, Česko | Faerské ostrovy | 02:00(26.)   | 2:0      | kvalifikace na MS 1998 |

## Trenérská kariéra
Začal jako hrající asistent trenéra B-týmu Slavie Pavla Trávníka a po roce ho vystřídal ve funkci hlavního trenéra. U týmu působil až do konce sezony 2006/07.
V létě 2007 se stal hlavním trenérem FK Jablonec 97. Po několika kolech byl však kvůli nepříznivým výsledkům odvolán a následně přijal místo asistenta u týmu FC Slovan Liberec, kde funkci hlavního trenéra zastával Ladislav Škorpil.
Od roku 2009 vedl tým Dukly Praha, se kterým postoupil ze druhé ligy a ve druhé sezóně jej udržoval v klidných vodách horní poloviny tabulky, neohrožené sestupovými boji. V sezóně 2012/13 dovedl progresivní kouč Duklu Praha do první šestky, v předposledním kole ročníku tým držel 4. místo ligové tabulky. 17. května 2016 jej na lavičce FK Dukla Praha po šesti a půl letech nahradil Jaroslav Šilhavý. V květnu 2016 bylo oznámeno, že se stal novým koučem české fotbalové reprezentace do 19 let.
V prosinci 2019 bylo oznámeno, že se stal novým koučem FC Baníku Ostrava a zároveň končí jako trenér české fotbalové reprezentace do 19 let. Dne 27. února 2021 Kozel po další ztrátě v Baníku skončil.
V srpnu 2021 se stal hlavním trenérem Slovanu Liberec, kde už dříve působil jako asistent trenéra Ladislava Škorpila. Slovan tehdy figuroval na posledním místě tabulky s jediným bodem a skóre 1:10. Impuls se zanedlouho promítl v tabulce, mužstvo vystoupalo až na osmé místo a zahrálo si prostřední nadstavbovou skupinu, v níž dvakrát podlehlo olomoucké Sigmě. Nadcházející ročník tým svoji bilanci vylepšil. Slovan skončil sedmý, nedaleko od nejlepší šestky, a zároveň zvládl ovládnout oba dvojzápasy ve Skupině o umístění, v níž se o pohárovou účast kvůli nižšímu národnímu koeficientu nehrálo. Výběr kouče Luboše Kozla si poradil jak s Českými Budějovicemi, tak Hradcem Králové.
V ročníku 2023/24 klub zopakoval 7. příčku po základní části, kdy mu se 40 body jen těsně unikl postup do Skupiny o titul. V semifinále Skupiny o Evropu pak dvakrát nestačil na Teplice. Kozel vedl Slovan v 84 zápasech základní části, v nichž zaznamenal 30 výher, 24 remíz a 30 porážek. Slovan pod jeho vedením nasbíral celkem 115 bodů. V nadstavbových duelech měli modrobílí bilanci dvou výher a šesti porážek.
V červnu 2024 se Luboš Kozel stal trenérem FK Jablonec.